# Super Kirby Clash
Super Kirby Clash (с англ. — «Супер Столкновение Кирби») — условно-бесплатная компьютерная игра, выпущенная в 2019 году для гибридной консоли Nintendo Switch. Она была разработана компаниями HAL Laboratory и Vanpool. Super Kirby Clash содержит микротранзакции и является продолжением игры Team Kirby Clash Deluxe для Nintendo 3DS, которая в свою очередь является расширенной версией мини-игры из игры Kirby: Planet Robobot для той же консоли. Игра получила «смешанные или средние оценки» по данным агрегатора Metacritic.

## Игровой процесс
Super Kirby Clash — ролевая игра, в которой команда из четырёх Кирби сражаются с различными боссами. Игрок управляет розовым Кирби, а управление жёлтым, синим и зелёным берут на себя либо компьютер, либо другие игроки. Посредством микротранзакций игрок может покупать необходимую для прогресса валюту, называемую «драгоценные яблоки» (англ. Gem Apples), однако их можно зарабатывать и внутри игры. Позвонив в колокольчик, игрок может получить подарки от других игроков.

## Сюжет
Сонному королевству (англ. Dream Kingdom) угрожает нашествие монстров, и Кирби должен сразиться с ними. Для этого Кирби объединился с другими Кирби. Они продвигаются по королевству, истребляя монстров, пока не сталкиваются с Параллельным кошмаром (англ. Parallel Nightmare), организатором угрозы. Команда Кирби побеждает его, и он убегает в новую локацию — Эмпирей (англ. Empyrean).
Команда Кирби продвигается в Эмпирей, уничтожая всё больше монстров, и в конце концов прибывает на место. В пути они вновь сталкиваются с Параллельным кошмаром и сражаются с ним. Вскоре они понимают, что спутали кошмара с Таранзой. Они отправляются на поле решающей битвы, где снова сталкиваются с антагонистом. Перед боем кошмар вызывает на поле боя клона Короля Дидиди, названного Король Д-Разум(англ. King D-Mind). Король обращается против призвавшего и отбрасывает его в сторону, после чего его побеждает команда Кирби.
Через некоторое время монстры возвращаются в королевство в ещё более сильной форме. Убивая монстра за монстров, команда Кирби обнаруживает, что Параллельный кошмар выжил. Они отправляются за ним в другое царство, Сонное бегство (англ. Dreamscape). Кошмар вызывает на бой могущественного воина — Эон-Героя (англ. Aeon Hero). Эон-Герой убивает Параллельного Кошмара и вступает в бой с командой Кирби, но после долгого сражения проигрывает им. Мир в королевстве восстанавливается.

## Разработка и выпуск игры
Super Kirby Clash — это продолжение игры Team Kirby Clash Deluxe, которая в свою очередь является расширенной версией мини-игры Team Kirby Clash из Kirby: Planet Robobot. Игра была разработана на том же движке, что и Kirby Star Allies. HAL Laboratory разрабатывала игру совместно с другой студией, Vanpool.
Super Kirby Clash была выпущена 4 сентября 2019 года. Позже в том же месяце Nintendo провела турнир по игре Tetris 99, посвященный Super Kirby Clash; наградами служили тема для Tetris 99 в тематике Кирби и 99 драгоценных яблок для Super Kirby Clash. К декабрю 2019 года игру загрузили более четырёх миллионов человек.

## Критика
| Сводный рейтинг    | Сводный рейтинг |
| Агрегатор          | Оценка          |
| ------------------ | --------------- |
| Metacritic         | 74/100          |
| Иноязычные издания |                 |
| Издание            | Оценка          |
| Nintendo Life      | 8/10            |

Игра получила смешанные отзывы, средний балл на агрегаторе агрегаторе Metacritic составляет 74 из 100. Митч Вогель из Nintendo Life высоко оценил ролевую механику и встречу со знакомыми персонажами, сравнив игру с серией Monster Hunter, однако раскритиковал сетевые функции и задержку ввода. IGN включило Super Kirby Clash в список четырнадцати лучших бесплатных игр на Nintendo Switch. Рецензент Nintendo World Report отметил, что это веселая игра, в которую легко играть маленьким детям, но и им лучше «просто пойти поиграть в Kirby Star Allies». Рецензенту Kotaku не понравились микротранзакции, но понравилось симпатичное визуальное оформление игры.

## Заметки
1. ↑  Известная в Японии как Super Kirby Hunters (с англ. — «Кирби - Супер Охотники»)